# 워털루 전투
워털루 전투(Battle of Waterloo; 프랑스어: Bataille de Waterloo)는 1815년 6월 18일 오늘날의 벨기에 워털루 인근에서 벌어진 전투다. 나폴레옹 보나파르트가 이끄는 프랑스 북부군은 제7차 대프랑스 동맹의 주요 2개국 군대에게 패배를 당했다. 제1대 웰링턴 공작 아서 웰즐리가 이끄는 영국 주축의 연합군과 게프하르트 레베레히트 폰 블뤼허가 이끄는 프로이센군이 2개국 군대였다. 이 전투로 인해 나폴레옹 전쟁은 완전히 종결된다.
1815년 3월, 나폴레옹이 다시 황제가 되자 수많은 유럽 국가들은 그에 대항해 제7차 대프랑스 동맹을 맺었고, 그 후 군대를 동원하기 시작했다. 웰링턴과 블뤼허의 군대는 프랑스 북동부의 국경지대에 위치하고 있었다. 나폴레옹은 그들을 각개격파하여 다른 연합군이 그들과 협조하여 프랑스를 침공하려는 것을 차단하려고 했다. 6월 16일 나폴레옹은 리니 전투에서 프로이센군을 성공적으로 공격했고, 프랑스의 일부 군대는 카트레브라 전투에서 영국 주축의 연합군을 공격 중이었다. 카트레브라 전투에서 프랑스군을 성공적으로 방어했지만 프로이센 군의 패배로 웰링턴은 17일에 워털루로 이동해야 했다. 나폴레옹은 웰링턴과 나란히 후퇴하는 프로이센군을 추격하기 위해 그의 병력 제3파를 보냈다. 이 후퇴 동안 프로이센의 선봉과 프랑스군은 우아브르 전투를 벌였다.
프로이센군이 그를 도울 수 있다는 것을 알게 된 웰링턴은 몽생장의 브뤼셀 도로에서 전투를 하기로 결심했다. 그는 이곳에서 18일까지 프랑스군의 반복되는 공격을 막아냈고, 이 무렵 격렬한 전투 끝에 이곳에 도착한 프로이센군이 영국군을 지원했다. 저녁에 나폴레옹은 마지막 예비군인 제국친위대를 투입해 마지막 공격을 가했지만 영국군은 이들을 다시 격퇴시켰다. 프로이센군이 프랑스군의 우익을 돌파하면서 웰링턴이 이끄는 영국 주축의 연합군 역시 중앙에서 반격을 개시했고, 프랑스군은 궤멸했다.
워털루 전투는 워털루 전역과 나폴레옹 전쟁의 결정적 전투였다. 웰링턴에 따르면 "전투는 당신의 삶에서 당신이 본 것 중 가장 아찔한 것"이었다. 4일 후 나폴레옹은 폐위되었고, 7월 7일 연합군은 파리에 입성했다. 워털루 전투 패배는 나폴레옹의 통치를 끝냈고, 그의 백일천하도 이 전투로 끝났으며, 프랑스 제1제국 또한 붕괴되었다.

## 배경
1813년 라이프치히 전투에서 패배한 나폴레옹은 다음해 4월에 폐위되어 엘바섬으로 추방되었다. 그러나 빈 회의에서 전후처리 문제로 연합군 사이에 다툼이 일어나는 것을 본 나폴레옹은 1815년 2월 26일 엘바섬을 탈출해 남프랑스의 주앙에 상륙한 뒤 병사를 모으면서 파리로 향했다. 도중에 나폴레옹을 체포하라는 명령을 받은 네 원수와 술트 원수를 만났지만 오히려 나폴레옹에게 동조하여 군대 7천 명을 이끌고 3월 20일 파리에 입성했다. 나폴레옹은 제국의 부활을 선언하고 동맹국에게 공존을 주장했다. 그러나 나폴레옹의 복귀 소식은 유럽을 두려움에 떨게 만들었고, 그 이상으로 프랑스 제국의 해체로 인해 생기는 영토와 이득을 욕심낸 연합국은 일제히 단결하여 각 방향에서 프랑스를 향해 진격했다.
나폴레옹은 신규로 징병한 병력을 더해 각 방향에 대한 방어를 준비하면서 주력군 12만 8천 명과 대포 366문을 북쪽 방향에 집중시켰다. 웰링턴군은 벨기에 브뤼셀에서 출발한 영국, 네덜란드, 벨기에, 하노버, 브라운슈바이크의 10만 7천 명에 달하는 연합군으로 대포 216문을 보유했다. 동시에 벨기에 리에주에서 출발한 블뤼허의 프로이센군은 나폴레옹군과 대등한 병력 12만 8천 명과 대포 312문을 보유하여, 병력을 비교한다면 총 합계에서는 프랑스군은 연합군에게 크게 뒤지지만 각각 나눠 비교한다면 승산이 있었다. 따라서 신속하게 기동하여 각개격파를 성공시킨다는 전략을 세우게 되었다. 프랑스군의 중핵은 역전의 대륙군이 차지하고 있었고, 불패를 자랑하는 근위대도 건재해 있었다. 질적인 우위는 나폴레옹에게 있었다.
웰링턴이 이끄는 병력 10만 7천 명 중 대부분은 영국해협의 항구들을 지키고, 겐트, 브뤼셀등 플랜더스 지방을 보호하기 위해서 파견되었기 때문에 6월 16일 카트르 브라-워털루로 집결할 수 있었던 병력은 고작 3만 6천 명에 불과 하였다. 프로이센군도 프로이센군대로 많은 요새화된 지역을 지키기 위해서 상당수의 병력을 할애하여야 하였으므로, 6월 16일 리니에서는 10만 명 미만 병력만 동원할 수 있었다.
먼저 나폴레옹은 프로이센군을 격파하기 위해 네 원수에게 병력 2만 4천 명을 맡겨 웰링턴군과 카트르 브라에서 전투를 벌이게 하고는 자신은 8만 병력을 이끌고 리니에서 프로이센군과 전투를 벌였다. 6월 16일 리니 전투에서 프로이센군과 전투를 벌인 끝에 승리한 나폴레옹은 병력 8천여 명을 잃고 프로이센군에게 사상자 2만 5천여 명을 안겨주는 대승을 거두었으나 완벽하게 격파한 것은 아니었다. 퇴각한 프로이센군은 블뤼허 원수가 중상을 입어 참모장(參謀長)이었던 그나이제나우 장군이 대신 지휘를 맡게 되었다.
카트르 브라에선, 네 원수 휘하의 레이유 장군의 군단이 미숙한 네덜란드-벨기에 병사들을 신속하게 격파하였으나, 공격 시간을 지연하였던 탓에 상당수의 베테랑 병사들을 보유한 웰링턴의 5사단과 6사단 소속의 여단들이 이들의 진격을 저지 하였다. 네원수는 카트르 브라에서 사상자 4300명, 웰링턴은 사상자 3463명을 내었다.
웰링턴은 블뤼허와 합류한 뒤 결전을 벌일 예정이었으나 블뤼허가 후퇴했기 때문에 자신의 군도 후퇴시켰다. 그는 몽을 지키기 위해 병력 2만 9천여 명을 파견하고, 남은 6만 8천 병력을 워털루 쪽으로 후퇴시켰다. 그 선봉과 전투를 벌였던 네 원수도 나폴레옹과 합류했다. 나폴레옹은 프로이센군이 동쪽으로 완전히 퇴각한 것으로 잘못 생각하여 다음날 아침 에마뉘엘 드 그루시 원수에게 별동대 3만 4천 명을 주어 프로이센군을 추격하라는 명령을 내렸다. 그러나 프로이센군은 웰링턴과의 합류를 목표로 서쪽으로 진군 중이었다.
호우 속에 후퇴한 웰링턴군은 몽-생-장에 구축한 방어 진지에 도착했다. 웰링턴은 프랑스군이 서쪽으로 우회할 것을 두려워해 1만 5천 명을 우익에 배치해 수비를 굳건히 했다. 그러나 나폴레옹은 웰링턴군 정면에 포진했다. 보병 사단을 전면에 배치하고, 기병 여단을 그 후방 양익에 배치했다. 거기에 좌우 양익에 기병을 배치했다. 중앙 후방에는 근위군을 결전용 예비 병력으로 배치했다. 웰링턴은 보병대를 전면에 전개하고 중앙 후방에 기병 사단을 집중 배치했다. 프로이센군이 도착할 때까지 방어를 우선시 하겠다는 포진이었다.
전날밤의 비로 인해 땅이 진흙탕처럼 변해버려 대포의 이동이 늦어지는 것 때문에 나폴레옹은 공격 개시 시간을 아침 9시에서 오전 11시로 늦추었다. 이것이 나중에 프랑스군이 패배한 한 가지 결정적인 원인 되었다.

## 진행과정

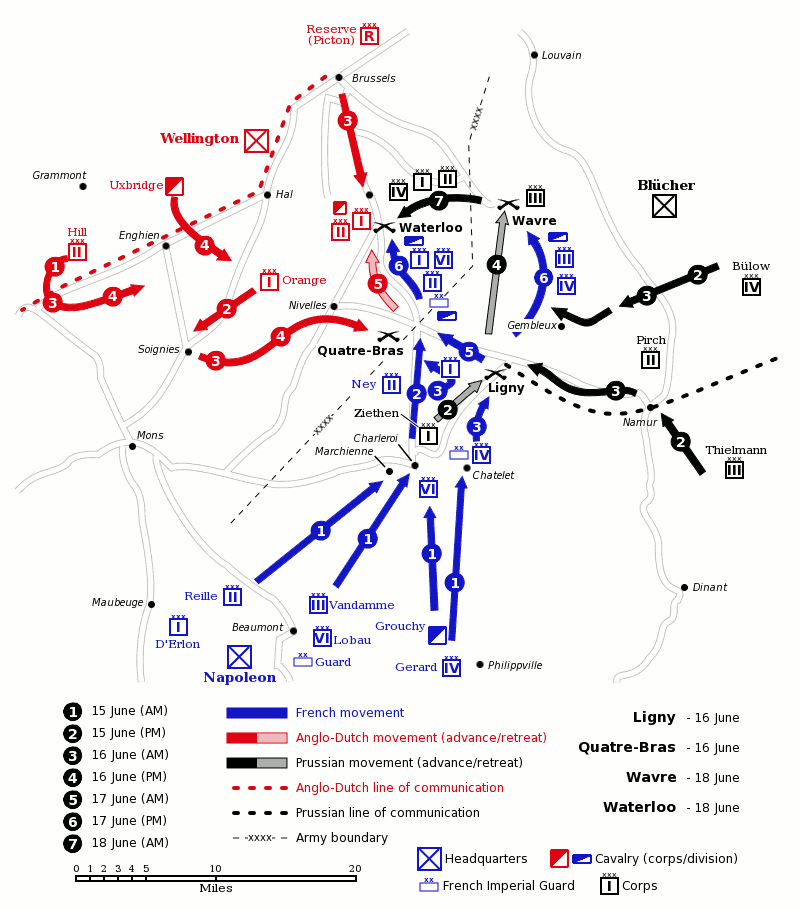
워털루 전투 상세도

여기저기 병력을 분산한 결과 프랑스군 7만 2천 명에 맞서 웰링턴군 6만 8천 명이 워털루에서 맞붙게 되었다. 프랑스군은 연속으로 포격을 가해 웰링턴군 전선을 압박해 보병 사단의 진출로를 여는 한편, 아군 좌익에 위치한 우구몽 성 저택에 공격을 집중해 그곳을 교두보로서 노리는 것처럼 위장하였다.
실제 그곳은 커다란 전략적 가치는 없었고, 나폴레옹은 이 공격을 통해 웰링턴의 중앙 병력을 유인해내기를 기도했지만, 웰링턴은 이에 넘어가지 않고 다만 우익의 붕괴를 막기 위해 약간의 병력을 보냈을 뿐 예비 병력을 풀지 않았다.
웰링턴이 의지하고 있던 진지는 가로로 긴 산등성이로 횡대로 포진하기엔 아주 좋은 방어 진지였다. 웰링턴군은 방어에 매진하면서, 위험한 상황이 아니면 부대를 산등성이 너머로 후퇴시켜 프랑스군의 포격을 피하길 계속했다.
나폴레옹은 프로이센군을 추격하기 위해 보냈던 그루시 원수를 불러들이기 위해 전령을 보낼 것을 지시했으나, 참모장을 맡은 술트 원수는 겨우 1명의 전령만을 보내는 실수를 저질렀다. 이에 나폴레옹은 "베르티에였다면 스무명은 보냈을 텐데." 하고 중얼거렸다고 한다. 하지만 이전에 주로 군단 사령관을 맡았던 술트 원수가 참모장 노릇을 만족스럽게 수행할 수 있을 리 없었다. 나폴레옹은 그와 동시에 몽-생-장의 산등성이에 맹포격을 지시했다.
그러나 산등성이 너머로 후퇴한 웰링턴군에게 효과적인 타격을 주지 못하고 있을 때, 정오를 지나면서 프로이센군의 전위가 전장에서 멀리 보이는 지점까지 도달했다. 각개격파 전략을 달성하려면 양군이 합류하면 안되기 때문에 나폴레옹은 그곳에 도몽 장군 휘하 4개 사단을 급파했다. 병력의 여유는 이제 없었다.
오후 1시를 넘기며, 포격이 효과를 거두지 못하자 에르몽이 지휘하는 중앙 4개 사단이 전진했다. 대대 단위로 3열 횡대. 정면병력 200명, 27열의 밀집횡대에 대해 웰링턴은 우익의 라-에-상트에 있던 농가를 방어 거점으로 삼아 방어했으나, 이 공격으로 격전 끝에 함락당했다.

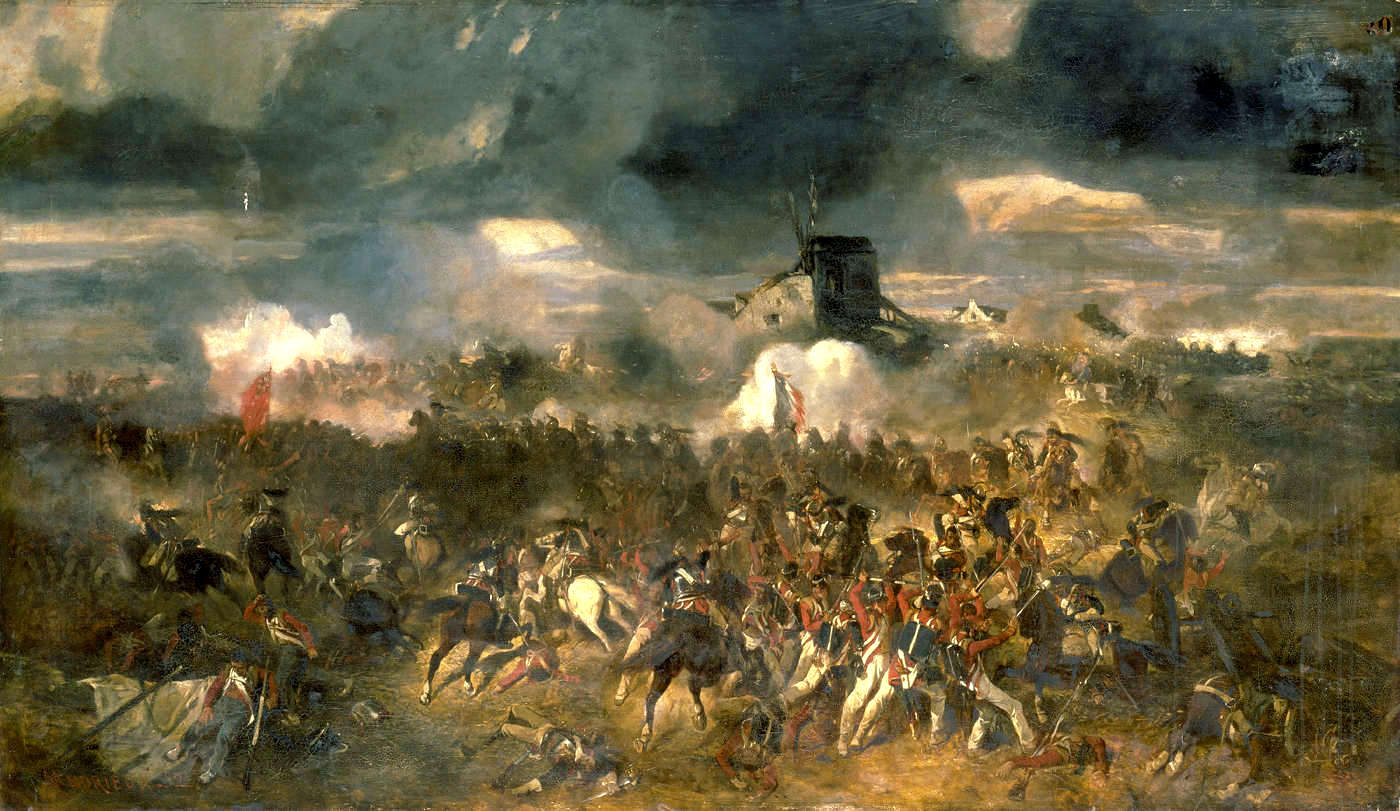
프랑스 기병대의 돌격

나폴레옹은 흉갑기병대를 풀어 공격 성과의 확대를 기도했다. 웰링턴은 이에 맞서 중기병 2개 여단을 출격시켜 발도 돌격으로 프랑스 흉갑기병을 격파하고는 프랑스 포병 진지를 습격하기 위해 전진했으나 좌측으로 들이닥친 나폴레옹 휘하 폴란드 창기병에게 격퇴되었다. 그 사이 에르몽의 보병 4개 사단은 웰링턴군 제1방위선 하노버, 벨기에 사단을 분쇄했다. 전선에 생긴 균열에 비집고 들어가 제2방어선까지 전진하다 픽튼의 제5사단과 맞붙었다. 픽튼 장군의 전사란 대가를 지불하고 나서야 에르몽은 격퇴당했다.
보병의 정면 돌격에도 열리지 않아, 전황은 교착 상태에 빠졌다. 프로이센군이 도착하기 전에 결판을 지어야 하는 나폴레옹은 포격을 재개했고, 웰링턴은 병력의 소모를 막기 위해 전선을 산등성이 너머로 후퇴시켰다. 이것을 본 네는 적의 퇴각으로 오판, 일거에 승리를 확실한 것으로 만들기 위해 직속 기병에 근위기병을 합쳐 일제돌격을 가했다. 보병의 도움을 받지 않고 돌격하는 기병의 대집단에 나폴레옹은 제지하였으나 멈추지 못했고, 곧 웰링턴도 놀라 26개 대대의 보병을 13개 방진으로 만들어 제1선에 7개, 후방에 6개를 배치해 방어선을 구축했다. 기병 5천 기 돌격에 방진도 무너질 수 있었으나, 동물들이 본능적으로 방진의 총검을 두려워하는 습성이 있기 때문에 방진으로 기병에 대해서는 효과적인 방어가 되었기에 이 돌격은 실패로 끝났다.
오후 3시경, 네는 다시 한 번 기병 돌격을 준비했다. 켈러만 예비 기병 사단, 거기에 근위 기병 사단도 소집했고, 이번엔 보병을 합쳐 공격을 개시했다. 이 공격은 성공해 웰링턴군의 전선을 흔들릴 정도로 깨뜨렸다. 다만 이 진로에 참호가 있었기 때문에 추락한 병사가 많아 전과의 확대가 크지 못했다. 네의 공격에 호응하여 우익 에르몽 사단이 웰링턴군 좌익에 돌입했다. 이것을 호기로 본 네는 나폴레옹에게 증원을 요청했다. 그 시점에서 예비대로 쓰여야 할 도몽의 군단이 프로이센 군을 막으러 떠났기에 나폴레옹의 손에는 불패를 자랑하는 근위대뿐이었고, 그는 네의 요청을 거절했다.
결국 오후 6시 프로이센군이 도착해 무너진 좌익을 보강하자 웰링턴은 보병을 4열 횡대로 산개시켰다. 나폴레옹이 근위사단을 투입할 시기, 영국 보병 사단은 산등성이의 뒷면에 모습을 숨겼고, 나폴레옹의 근위대는 기병의 호위를 받으며 전진했다. 산병과 격전 끝에 능선을 확보한 순간, 영국 근위 사단이 일제사격을 퍼부었다.
불패의 근위병은 이 공격에 무너졌고, 반격도 격퇴되었다. 웰링턴은 거꾸로 영국 기병대를 내보냈다. 거기에 프로이센군이 우익에서 돌격하자 프랑스군은 패퇴하고 말았다. 그 속에서 그 때까지 투입되지 않았던 고참 근위대의 일부가 정연히 방진을 조직하여 나폴레옹의 퇴각을 엄호했다. 그 희생으로 나폴레옹은 전장을 무사히 이탈했고, 프랑스군은 패주했다. 이 때 나폴레옹은 자신의 부하들이 죽든 말든 포병사격으로 영국군의 시선을 다른 곳으로 돌리고 퇴각했다.

## 결과
나폴레옹의 전략은 분리된 적이 합치기 전에 기동하여 각개격파를 노린다는 것이었다. 그러나 프로이센군 섬멸이란 성과를 거두기 위해 추격군으로 3만을 보낸 것이 패전의 한 가지 이유였다. 그 지휘를 맡긴 그루시는 결단력이 부족해 워털루 전투가 시작된 것을 알면서도 프로이센군 추격을 계속했으나, 그들을 붙잡지 못했다.
웰링턴은 방어에 치중하여 승리를 얻었다. 기병대는 기동력과 타격력을 지닌 반면 방어력이 부족해서 총검의 벽을 만든 보병 방진에는 유효한 타격을 주지 못했다. 그 결과 나폴레옹은 완전히 실각하여 세인트 헬레나섬으로 유배되었으며 미셸 네는 이 전투에서 패배한 죄로 체포당했다가 그해 말 총살당했다.
이후 제1차 세계대전이 발발할 때까지 크림 전쟁 이외에는 국가간의 무제한 전쟁은 일어나지 않았다.

## 참고 및 참조문헌
- 역사군상 그래픽전사 시리즈 <<전략전술병기사전>> 제 3권 <<유럽근대편>> 학연사 ISBN 4-05-600744-6, 나폴레옹 제 5권 막스 갈로 저 김정란 역 문학동네 ISBN 89-8281-131-1

## 같이 보기
- 나폴레옹 (1970년 영화)
- Waterloo (ABBA의 노래)

1. ↑  Wikiquote:Wellington citing Creevey Papers, ch. x, p. 236